# Willimantic
Willimantic är en stad i Windham County i delstaten Connecticut, USA med 16 506 invånare enligt folkräkningen 2005. Den har enligt United States Census Bureau en area på totalt 4,5 km² varav 0,1 km² är vatten. 